# Thomas Oboe Lee
Thomas Oboe Lee (Peking, 1945. szeptember 5. –) amerikai-brazil-kínai zeneszerző.

## Élete
1949-ben költözött családjával a kommunista Kínából Hongkongba. 1959-ben Brazíliába emigráltak. 1966. nyarán költöztek Amerikába. Több, mint 160 művet szerzett már.